# ورزشگاه الجلا
ورزشگاه الجلا (به عربی: ملعب الجلاء) ورزشگاهی چندمنظوره در دمشق، سوریه می‌باشد. امروزه از آن بیشتر برای برپایی مسابقه‌های فوتبال و به عنوان ورزشگاه خانگی باشگاه فوتبال الشرطه دمشق استفاده می‌شود. این ورزشگاه گنجایش ۱۳٬۵۰۰ نفر تماشاچی را دارد.